# فريدريك اولسون
فريدريك اولسون (بالسويدية: Fredrik Olsson)‏ (4 فبراير 1985 في السويد - ) هو لاعب كرة قدم سويدي في مركز الهجوم. شارك مع منتخب السويد تحت 17 سنة لكرة القدم. أما مع النوادي، فقد لعب مع نادي هالمستاد ونادي هلسينغبورغ وMjällby AIF ‏ ونادي لاندسكرونا ‏ ونادي جونكوبينغ سودرا ‏.

## وصلات خارجية
- فريدريك اولسون على موقع اتحاد السويد (السويدية)
- فريدريك اولسون على موقع قاعدة بيانات كرة القدم.إي يو (الإنجليزية)
- فريدريك اولسون على موقع Soccerway.com (الإنجليزية)